# FC Arouca
Futebol Clube de Arouca je portugalský fotbalový klub z města Arouca v regionu Braga. Byl založen v roce 1952 a své domácí zápasy hraje na Estádio Municipal de Arouca s kapacitou 5 000 míst.
Klubové barvy jsou žlutá a modrá.

## Úspěchy
- 1× vítěz Segunda Divisão Portuguesa – Zona Centro (2009/10)[pozn. 1][1]